# Matriu de confusió
En el camp de la intel·ligència artificial una matriu de confusió és una eina de visualització que s'utilitza sobretot en l'aprenentatge supervisat. Cada columna de la matriu representa el nombre de prediccions de cada classe, mentre que cada fila representa a les instàncies en la classe real. Un dels beneficis de les matrius de confusió és que faciliten veure si el sistema està confonent dues classes.
És un cas particular de taula de contingència.
Quan el nombre de mostres en diferents classes varia de forma significativa la taxa d'error del classificador no és representativa de com de bé realitza la tasca el classificador. Si per exemple hi ha 990 mostres de la classe 1 i només 10 de la classe 2, el classificador pot tenir fàcilment un biaix cap a la classe 1. Si el classificador classifica totes les mostres com a classe 1 la seva precisió serà del 99%. Això no significa que sigui un bon classificador, ja que ha obtingut el 100% d'error en la classificació de les mostres de la classe 2.
En la matriu exemple que apareix tot seguit, de 8 gats reals, el sistema ha predit que tres eren gossos i de 6 gossos ha predit que 1 era un conill i 2 eren gats. A partir de la matriu es pot veure que el sistema té problemes a l'hora de distingir entre gats i gossos, però que pot distingir raonablement bé entre conills i altres animals.
|        |        | Real | Real | Real   |
|        |        | Gat  | Gos  | Conill |
| ------ | ------ | ---- | ---- | ------ |
| Predit | Gat    | 5    | 2    | 0      |
| Predit | Gos    | 3    | 3    | 2      |
| Predit | Conill | 0    | 1    | 11     |